# Pseudochirella formosa
Pseudochirella formosa är en kräftdjursart som beskrevs av Markhaseva 1989. Pseudochirella formosa ingår i släktet Pseudochirella och familjen Aetideidae. Inga underarter finns listade i Catalogue of Life.